# Champdolent
Champdolent é uma comuna francesa na região administrativa da Nova Aquitânia, no departamento de Charente-Maritime. Estende-se por uma área de 12,02 km². Em 2010 a comuna tinha 412 habitantes (densidade: 34,3 hab./km²).